# Mano Negra (Serbia)
Unificación o Muerte (en serbio: Уједињење или смрт, Ujedinjenje ili smrt), también llamada la Mano Negra (en serbio: Црна рука, Crna ruka) fue una organización secreta militar de ideología nacionalista formada por miembros del ejército en el Reino de Serbia. Fue fundada a principios de 1911 y tenía conexiones con algunos elementos paneslavos del Gobierno de Serbia.[cita requerida]
La Mano Negra y un grupo anarquista  participaron en la planificación y organización del atentado de Sarajevo, el asesinato del heredero al trono austrohúngaro, el archiduque Francisco Fernando de Austria y de su esposa Sofía Chotek, atentado que fue uno de los desencadenantes de la Primera Guerra Mundial.

## Orígenes y características

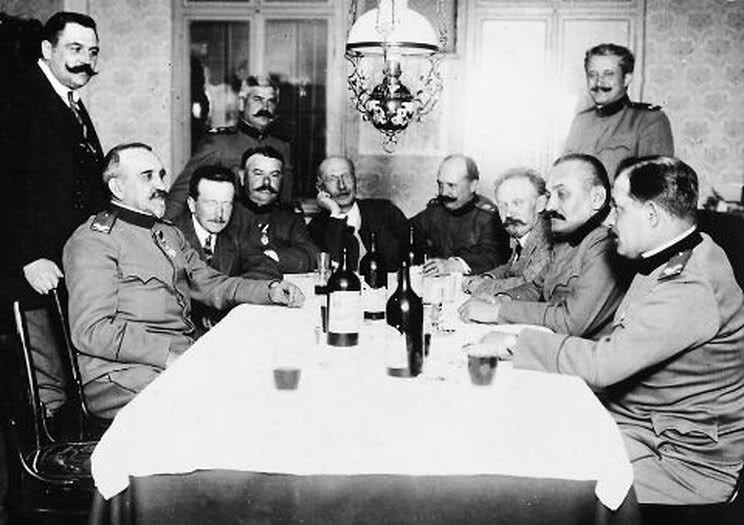
Miembros de la Mano Negra; el coronel Dragutin Dmitrievich "Apis" está en el centro.

La organización se fundó en mayo de 1911 con el objetivo declarado de lograr la unificación en un único Estado de todos los miembros del pueblo serbio, lo que implicaba el enfrentamiento con el Imperio austrohúngaro, que ocupaba Bosnia-Herzegovina, territorio que, según la organización, debía integrarse en un nuevo Estado serbio. Sus miembros eran algunos de los conspiradores que habían planeado y llevado a cabo el golpe de Estado de junio de 1903. Heredera de la confabulación que había acabado con la dinastía Obrenović, perpetuó el poder de los conspiradores en la vida política del país, con consecuencias nefastas. Aumentó el poder de los conspiradores en la corte, el Parlamento y los diversos gobiernos de comienzos del siglo XX. Tenía carácter secreto y solo sus participantes debían conocer su existencia.
La organización, que exigía obediencia total a sus miembros y ordenaba la ejecución de aquellos que consideraba sus enemigos, se formó en torno a Dragutin Dimitrijević, conocido como Apis, uno de los confabulados más destacados del golpe de 1903. Desde 1913, este encabezaba el servicio de espionaje del Estado Mayor serbio. El grupo original de conspiradores empezó a formarse el 6 de septiembre de 1901, con motivo de la preparación de un primer atentado, finalmente fallido, contra el rey Alejandro I y su esposa Draga Mašin, que estaba previsto para el 11 de septiembre, día del cumpleaños de la reina, en cuyo honor iba a celebrarse un baile.
La Mano Negra aspiraba a la unificación de todos los serbios dentro y fuera de las fronteras del entonces existente Reino de Serbia. Todos los eslavos del sur debían agruparse bajo liderazgo serbio y, de hecho, negaban cualquier diferencia con las demás poblaciones que habitaban en el territorio que consideraban propio, como los croatas o los musulmanes bosnios. La revista que publicaron para difundir su ideario se titulaba Pijemont, en referencia al papel que el Piamonte de la casa de Saboya desempeñó durante la unificación de Italia. En una visión que era en gran parte compartida por otros nacionalistas menos radicales, Serbia debía convertirse en el Piamonte de una Gran Serbia reunificada. A diferencia de otras organizaciones nacionalistas, propugnaba el terrorismo para lograr sus fines.
Contaba con varios cientos de miembros, militares y civiles y se infiltró en otras organizaciones, como la Defensa Nacional (Narodna Odbrana), fundada en 1908 para oponerse a la anexión austrohúngara de Bosnia en 1908.

## Historia
El rey Pedro I de Serbia, algunos diputados y ministros conocían la existencia de la organización, pero no la combatieron. Las fuerzas armadas fueron reorganizadas tras el golpe de 1903 de acuerdo a los deseos de la organización, que también interfirió con la solicitud de préstamos en el extranjero. Desde el establecimiento formal de la organización en 1911, esta funcionó como grupo de presión en favor del ideal nacionalista, como azote de la corrupción y del abuso de poder. También vituperaba el sistema parlamentario, al que consideraba el mayor mal que aquejaba al país.

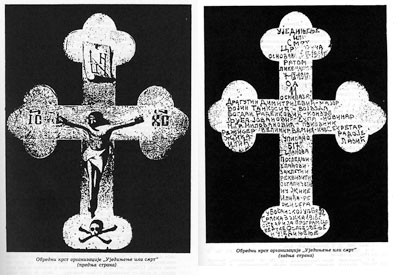
Ritual de la cruz de la Mano Negra.

Participó en las guerras balcánicas y fue en parte responsable del avance serbio sobre el norte de Albania en 1912. Sus oficiales, muy competentes, descollaron en los combates, lo que aumentó su poder político. Sus principales actividades en Macedonia fueron la organización de grupos armados y la propaganda. Se opuso firmemente a la entrega de parte del territorio conquistado a Bulgaria, amenazando incluso al Gobierno si aprobaba la medida.
También actuó con gran eficacia en Bosnia, infiltrada en otras organizaciones como la Joven Bosnia y la Narodna Odbrana, donde agitó a la población contra las autoridades austrohúngaras. La Mano Negra participó en la planificación y organización del asesinato del heredero al trono austrohúngaro, el archiduque Francisco Fernando de Austria y de su esposa Sofía Chotek en Sarajevo; el atentado y sus consecuencias fueron uno de los detonantes de la Primera Guerra Mundial. Sin embargo, los autores de dicho atentado fueron miembros de la organización Joven Bosnia. Las relaciones entre el Gobierno serbio y la organización eran tensas, tanto por el temor del gabinete a un ataque austrohúngaro originado por las actividades de la Mano Negra, como por la intromisión de esta en la política nacional. En mayo de 1914, Dimitrijević, que desde el año anterior era jefe del departamento de espionaje militar, animó infructuosamente a los oficiales destinados en Skopie a rebelarse, marchar sobre la capital y deponer al Gobierno del radical Nikola Pašić, opuesto a que se mantuviese el gobierno militar en los territorios recién conquistados en las guerras balcánicas. Pašić mantuvo la presidencia del Gobierno merced al decidido apoyo del embajador ruso y con la colaboración del príncipe Alejandro, pero la crisis suscitó el retiro del rey Pedro, que se había negado a actuar contra los conspiradores. Pedro cedió sus poderes a Alejandro en junio. El estallido de la guerra mundial instauró una inestable tregua entre la Mano Negra y el Gobierno, que siguió presidido por Pašić, pero no acabó con la rivalidad entre la autoridad civil y los militares.
En 1916 Dimitrijević y otros oficiales fueron arrestados y juzgados en junio de 1917 en Salónica. En el juicio, muy controvertido, los detenidos fueron acusados de haber formado la sociedad secreta, teóricamente contraria al Estado y a la dinastía, planear el asesinato del regente y heredero al trono el príncipe Alejandro y haber negociado con Alemania. Las interpretaciones varían pero se supone que el príncipe deseaba acabar con la influencia de la organización que ya no le era útil antes de la liberación de Serbia. El 14 de junio de 1917 los principales acusados fueron condenados a muerte y ejecutados. Otros fueron condenados a penas de prisión y unos 180 oficiales internados en África, quedando así disuelta la sociedad por el Gobierno de Serbia y el regente.
En 1953, Dimitrijević y sus coacusados fueron juzgados a título póstumo por el Tribunal Supremo de Serbia y fue hallado inocente, porque no había ninguna prueba de su presunta participación en el complot del asesinato.
Alejandro creó en su lugar otra organización con sus partidarios que ejerció influencia en la política yugoslava de entreguerras, la Mano Blanca.